# Trading Mom
Trading Mom (conocida como Mi mamá favorita en Latinoamérica y Mamá a tu medida en España) es una película de comedia familiar estadounidense de 1994 dirigida por Tia Brelis y protagonizada por Sissy Spacek, Anna Chlumsky y Aaron Michael Metchik.

## Argumento
Tres hermanos, muy hartos de su madre, sueñan que al día siguiente desaparece de sus vidas. Cuando se levantan, su madre ya no está.

## Resumen
Elizabeth, Jeremy y Harry tienen una madre adicta al trabajo. A causa de la falta de atención que reciben, en la escuela se meten en muchos problemas. Un día conocen a la señora Cavour, una jardinera misteriosa que les habla de un antiguo hechizo con el que podrían hacer desaparecer a su madre.

## Reparto
- Sissy Spacek es Sra. Martin / Madre naturaleza / Natasha, la artista de circo.
- Anna Chlumsky es Elizabeth Martin.
- Aaron Michael Metchik es Jeremy Martin.
- Asher Metchik es Harry Martin.
- Maureen Stapleton es Sra. Cavour
- André the Giant es gigante del circo.
- Merritt Yohnka es Director Leeby.
- Sean MacLaughlin es Edward.
- Schuyler Fisk es Suzy.
- Anne Shannon Baxter es Lily.

### Doblaje - México
- Sra.Martin/ Natasha-Sissy Spacek-Fabiola Stevenson, Talia Marcela
- Elizabeth-Anna Chlumsky-Leyla Rangel
- Jeremy -Aaron Michael Metchik-Kalimba Marichal
- Harry -Asher Metchik -Luis Daniel Ramírez
- Sra.Cavour -Maureen Stapleton  -Beatriz Aguirre
- Director Leeby - Merritt Yohnka - Paco Mauri